# Argynnis tritonia
Argynnis tritonia är en fjärilsart som beskrevs av Boeber 1812. Argynnis tritonia ingår i släktet Argynnis och familjen praktfjärilar. Inga underarter finns listade i Catalogue of Life.